# Talha dourada
| |  |                                                                                   |
| Talha dourada no mosteiro de Tibães, referência do rococó português, do arquitecto André Soares, 1757-1760, Braga, Portugal. |  | Capela-mor da Concatedral de São Pedro dos Clérigos, na cidade do Recife, Brasil. |

Talha dourada é uma técnica escultórica em que madeira é talhada (esculpida) e posteriormente dourada, ou seja, revestida por uma película de ouro. Esta técnica, principalmente associada à arquitectura, teve um período de grande aplicação na Península Ibérica e respectivas colónias durante o barroco onde se dá destaque ao jogo de volumes. Tornou-se num dos principais cunhos do barroco do norte de Portugal, a par do azulejo, nos séculos XVII e XVIII, especialmente no interior de igrejas e capelas em altares e retábulos. Para uma encomenda de talha dourada era necessário o trabalho de vários artesãos sob a orientação de um mestre.
A talha surge como recurso ao aparato ornamental dourado para deslumbrar os crentes, reveste os retábulos, púlpitos e órgãos etc. tornando na igreja um espaço cénico no seguimento do espírito da Reforma Católica. A associação simbólica do dourado ao ambiente divino, «fornece ao crente a visão da eternidade». Surge uma gramática decorativa de exuberância ornamental, com colunas torsas, motivos vegetalistas, utilizada em todo o espaço da igreja.

## Talha em Portugal
| “ | É, certamente, em duas igrejas portuenses, São Francisco e igreja de Santa Clara, que encontramos dois magníficos exemplos de alteração de espaços preexistentes. Em ambos os casos se recorre em exclusivo à talha (por força de uma tradição regionalista), que oculta praticamente a totalidade das estruturas arquitetónicas, transformando os templos em pequenas caixas onde o interior é um mundo maravilhoso de luz, cromatismo e valores tácteis, forma sensível encontrada para veicular mensagens católicas primordiais. | ” |
| — José Fernandes Pereira, «O barroco do século XVII: transição e mudança», in Paulo Pereira (dir.), História da Arte Portuguesa, terceiro volume, s.l., Círculo de Leitores, 1995, p. 36. (Texto adaptado) | |   |

A talha em Portugal é das expressões artísticas, juntamente com o azulejo, de carácter mais original e abundante. Está normalmente ligada à decoração interna de igrejas e catedrais, mas também faz parte da decoração de salões nobres em palácios e grandes edifícios públicos. A talha dourada destaca-se, principalmente através dos impressionantes conjuntos retabulares na maioria das igrejas portuguesas. Desenvolve-se a partir da época gótica, assumindo características nacionalistas durante o século XVII e o esplendor máximo durante o reinado de D. João V. No século XIX vai perdendo significado, torna-se cópia de modelos passados, e acaba por desaparecer com o fim dos revivalismos.
A talha dourada é um modo muito impressionante e relativamente simples de transformar um espaço num local de luxo e ostentação pois a madeira é facilmente esculpida e coberta com folha de ouro. O resultado adapta-se ao gosto da época, é mais barato e mais impressionante do que recorrer a outros tipos de decoração, tecnicamente mais exigentes, como a escultura ou a pintura. Os custos da estrutura decorativa ficam aquém do valor necessário para o mesmo trabalho noutro suporte (excepto o azulejo), porque a quantidade de ouro necessária é relativamente pouca. Não é necessário os artistas possuírem a formação específica de um escultor ou de um pintor, atingindo um resultado final surpreendentemente bom e barato. As formas decorativas são retiradas da arquitectura e dos tratados que circulam pela Europa divulgando as novidades na arte, mas durante o século XVII desenvolvem um vocabulário tipicamente português. Ao ser transportada para os vários locais do império adapta-se às formas e aos artistas locais como é visível no Brasil ou no oriente.
É muito usual o artista entalhador responder a encomendas regionais que garantem a actividade da sua oficina, fazendo, por vezes, vários trabalhos próximos numa determinada área geográfica. Chegaram até nós exemplos verdadeiramente notáveis, confirmando o prestígio dos criadores de magníficas “máquinas” retabulares de norte a sul de Portugal. Apesar de na época não serem considerados verdadeiros escultores o resultado final nega, frequentemente, esta ideia. 
Existem, também, exemplos policromos, brancos ou em madeira natural, mas sem o impacto visual da talha dourada. A sua associação à pintura ou ao azulejo permite tornar os programas decorativos mais complexos aumentando ou diminuindo o preço da empreitada.

## Gótico, Manuelino e Renascimento
A evolução da talha em Portugal tem um percurso muito interessante. Inicia-se durante a época gótica seguindo modelos arquitectónicos, tal como a escultura e a ourivesaria, utilizando o vocabulário decorativo do estilo. Arcos em ogiva, pináculos, colunelos, etc. associam-se com escultura, por vezes pintura, não compartimentando os géneros como mais tarde se fará. São estruturas policromas, com o dourado reservado principalmente para a parte arquitectónica do conjunto. Apesar de pouca coisa ter chegado aos nossos dias, a esmagadora maioria foi substituída durante a época barroca, sabe-se que seguia o gosto internacional, destacando-se altar da capela mor da Sé Velha de Coimbra.
A época manuelina segue, também, a arquitectura utilizando o vocabulário presente principalmente nos portais, dando muita importância à heráldica, esfera armilar, cruz de Cristo, elementos naturalistas e alguma escultura. Os principais exemplos, Convento de Cristo em Tomar e Mosteiro de Alcobaça,  desapareceram mas ainda resta o monumental cadeiral do Mosteiro de Santa Cruz em Coimbra. A talha dourada encontra-se associada a superfícies em madeira, ainda seguindo o gosto do norte da Europa, facto sem surpresas sabendo-se que o seu autor é o mestre flamengo Machim.
O Renascimento continua a seguir a decoração arquitectónica, não fazendo questão de colocar dourados na talha, associando pintura e escultura, mas seguindo o imaginário clássico, amplamente divulgado pelos tratados da época. De novo a decoração esculpida em madeira é muito próxima das formas destinadas à pedra, visível em portais, túmulos ou mesmo na ourivesaria. A existência de grandes altares em pedra ou grandes retábulos de pintura não permitiram o desenvolvimento da talha como forma de expressão autónoma, mantendo-a uma arte decorativa de apoio a expressões mais eruditas. É necessário esperar pelo Maneirismo para que surjam as condições necessárias ao desenvolvimento da talha dourada.

## Maneirismo
Um conjunto de factores, nomeadamente de ordem económica, leva a que se assista à expansão da talha dourada durante a época maneirista. A crise económica do final do século XVI, a importância crescente dos Jesuítas, a perda do comércio das especiarias e, finalmente, a morte do rei D. Sebastião em Alcácer Quibir provocam a gradual diminuição das fontes de receita e, consequentemente, a redução dos grandes programas de pintura ou escultura, caros por serem considerados a grande arte, e mais controlados para obedecer às regras impostas pelo Concilio de Trento.  A talha é a forma decorativa ideal para uma época oscilando entre a crise económica e a crise de valores, resultante da rotura entre católicos e protestantes. Além de ser mais económica, é deslumbrante – dando a ideia de riqueza – e adapta-se perfeitamente a todas as orientações da Igreja Católica, por explorar, essencialmente, a forma arquitectónica. O retábulo torna-se um conjunto de carácter arquitectónico, frequentemente desenhado por arquitectos e posteriormente adaptado pelo artífice à sua (maior ou menor) técnica pessoal, dourado, recebendo alguma pintura e/ou escultura (seguramente menos do que seria necessário sem a talha), cobrindo completamente a parede a que se destina e funcionando, no fundo, como uma moldura luxuosa. É, no entanto, nesta época que a talha se autonomiza e abandona a função de simples enquadramento de obras de arte. Estas, colocadas em nichos, assumem uma grande importância.  O conjunto é estruturando em andares, à semelhança de edifícios, com um leque de soluções variado. São possíveis conjuntos semelhantes a arcos triunfais, com sacrário escultórico, normalmente em capela-mor profunda, permitindo ver o espaço por trás do retábulo, espaço esse também muito decorado. Nesta tipologia destaca-se os importantíssimos e monumentais retábulos das capelas mor da Igreja de São Domingos de Benfica e da Igreja de Luz em Carnide, Lisboa. Se o retábulo de Benfica é a erudição total, com elegantes formas clássicas e pouca pintura, mantendo a talha como elemento central do conjunto, em Carnide é o esplendor da pintura, executada por Francisco Venegas com a colaboração de Diogo Teixeira, sem diminuir o valor artístico da madeira. O retábulo da capela-mor da Igreja de São Roque em Lisboa pertence a outro grupo, típico das igrejas Jesuíticas (São Roque em Lisboa é a cabeça de série para todo o império português), caracterizado pela decoração de grande qualidade, bem estruturado, clara referência clássica, vários andares, colunas e espaços bem compartimentados. O esquema será muito repetido nas igrejas jesuíticas. Na Sé de Portalegre encontramos uma variante deste esquema. O retábulo de pintura é enquadrado por um elegantemente clássico conjunto de colunas, frisos, relevo e escultura, provocando um efeito oposto aos restantes. Existem espalhadas por Portugal (principalmente), Brasil e Goa inúmeros retábulos dignos de referência.

## O Barroco

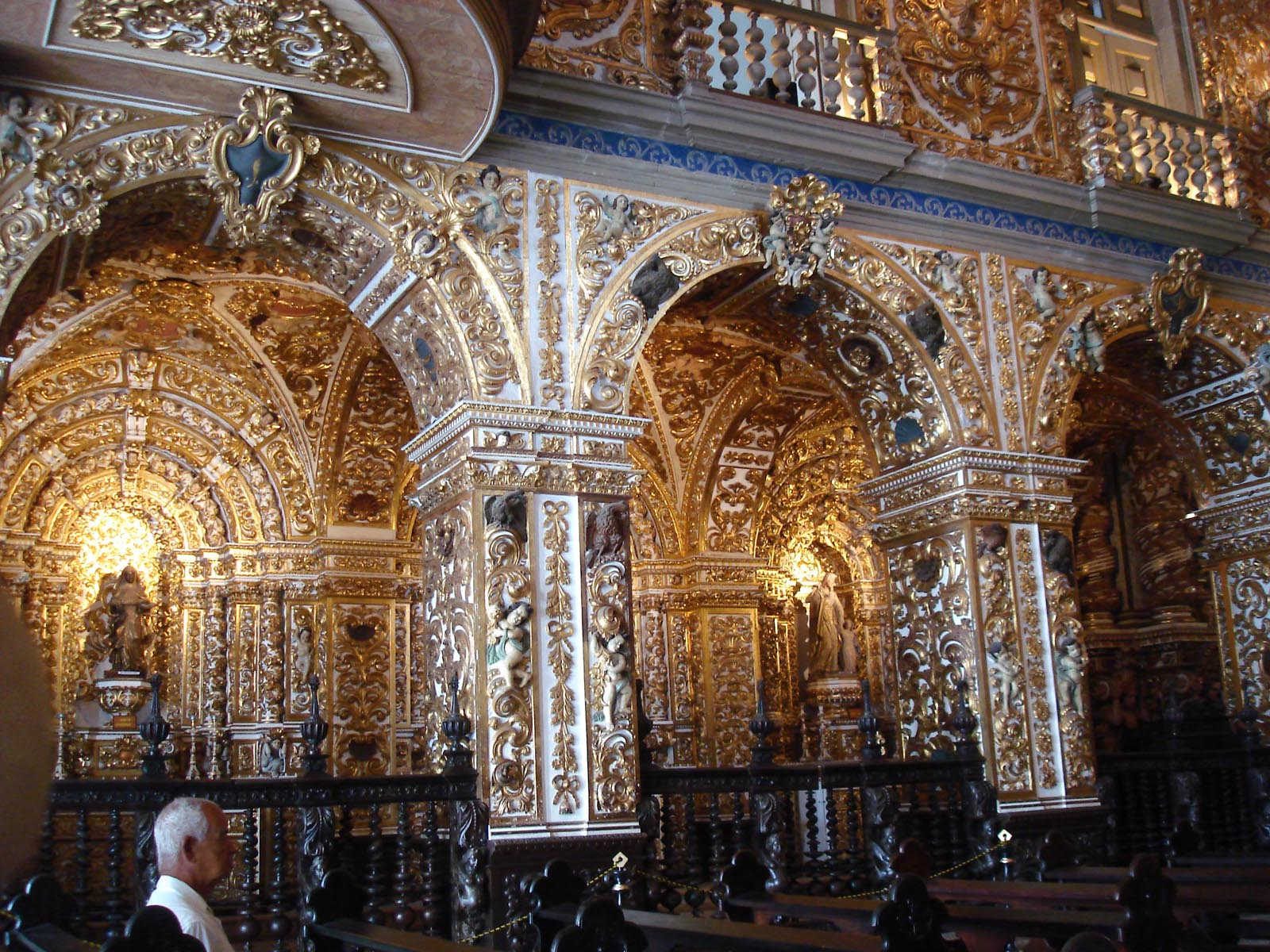
Talha dourada barroca, Igreja e Convento de São Francisco (Salvador) (1708-1752), Brasil

É a fase mais monumental da talha em Portugal e no Brasil. Os exemplos são numeroso e de grande qualidade nos dois lados do atlântico.
Com o fim dos 60 anos de unificação ibérica, sob o governo dos reis espanhóis Filipe II, Filipe III e Filipe IV, restauração da independência, em 1640, e consequente guerra, a talha em Portugal autonomiza-se dos modelos barrocos castelhanos. Numa conjuntura económica difícil, a talha ganha importância, enquanto a escultura e a pintura nos altares é drasticamente reduzida. Abandona os modelos de inspiração clássica, divulgados pelos tratados, ou seja internacionais (logo espanhóis), tentando desenvolver formas nacionais. Vira-se para a arte portuguesa e desenvolve o chamado “estilo nacional”. A inspiração é claramente retirada dos portais românicos e manuelinos. O conjunto de arquivoltas lembra os primeiros enquanto a decoração tem muito em comum com o naturalismo manuelino. 
São máquinas retabulares poderosas, compostas por arquivoltas concêntricas, colunas espiraladas de capitel clássico, tribuna e trono. A decoração é vegetalista, muito naturalista, baseada principalmente em parras e folhas de acanto, espalhando-se, e cobrindo, todo o conjunto, em perfeita harmonia com anjos e aves. O retábulo é, sem dúvida, barroco, mas com características claramente opostas aos modelos espanhóis. De novo, num momento de dificuldade económica, a talha dourada dá uma imagem de esplendor, de modo económico, contribuindo para afirmar a causa portuguesa.

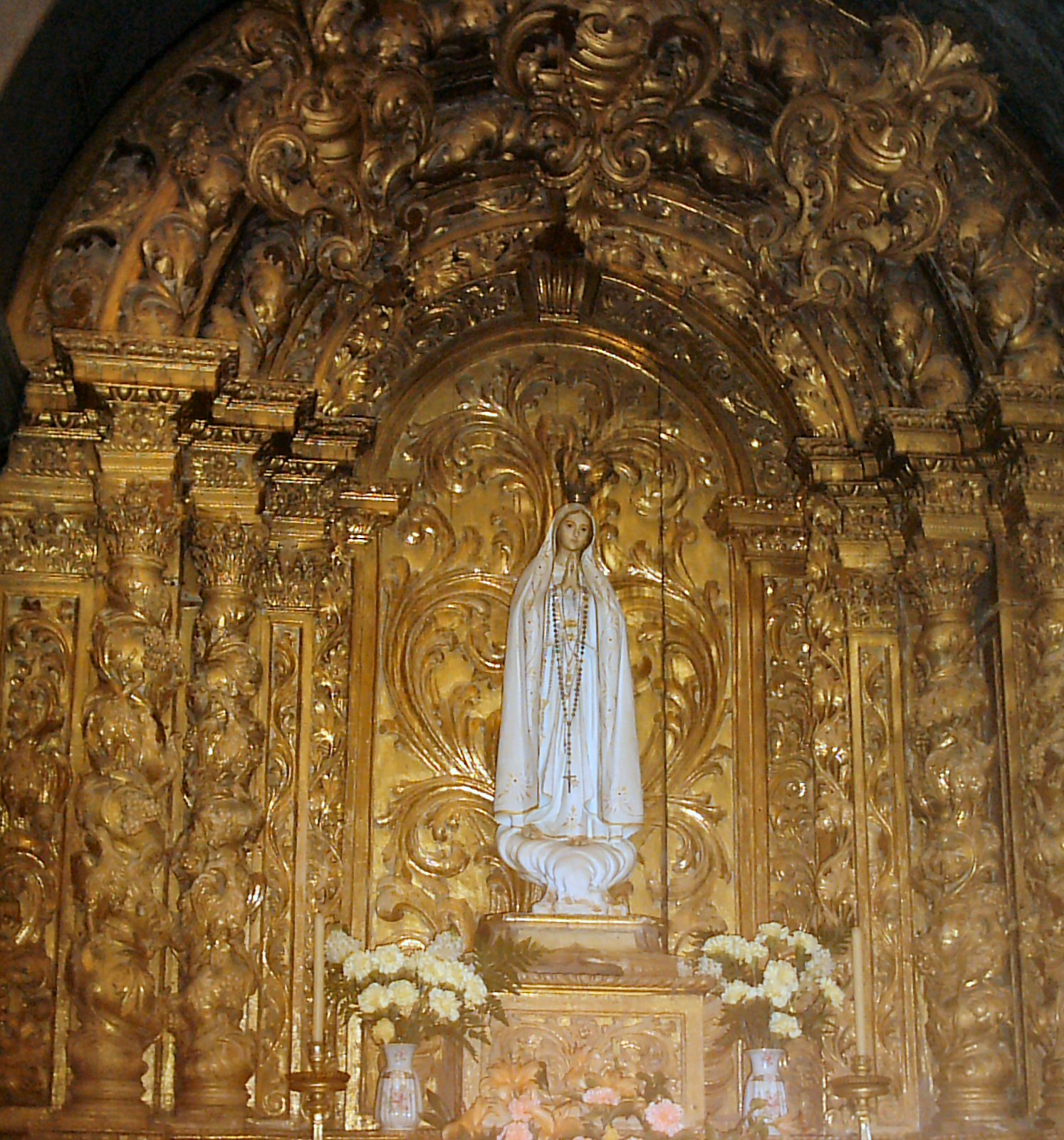
Altar em talha dourada no interior da Igreja de Camarate

Não é em vão que D. João V é chamado o magnífico. A paz ibérica, aliada à descoberta do ouro e diamantes brasileiros, tornam Portugal, de repente, o país mais rico da Europa, permitindo o pleno desenvolvimento do barroco internacional em todas as formas artísticas. A talha não é excepção. Durante o reinado de D. João V adapta o gosto português aos modelos internacionais e ganha a denominação de “Joanina”. Converte as arquivoltas em remates recortados, incorpora anjos, quase escultóricos, em conjuntos repletos de grinaldas, formas vegetalistas, aves e elementos arquitectónicos. Mantém as colunas espiraladas, tribuna e trono. A decoração sugere mais a escultura e espalha-se pela igreja, chegando ao estremo de cobrir literalmente toda a superfície disponível – abóbadas, paredes, colunas, arcos e púlpitos. Existem exemplos notáveis espalhados de norte a sul de Portugal, mas os principais são, sem dúvida, a Igreja de São Francisco (Porto) e Igreja de Santa Clara (Porto). Ambas foram cobertas de excelente talha dourada barroca, com um efeito global perturbante. Apesar de Santa Clara ser mais elegante, São Francisco, com é um edifício gótico, é surpreendente, devido ao excelente aproveitamento do espaço. É, ainda, de assinalar o facto de a enorme lista de património artístico do Porto ter um grande conjunto de exemplos, absolutamente notáveis, nas suas igrejas. 
Destaco entre muitos outros os seguintes exemplos pela sua importância e qualidade:
- Mosteiro de Arouca
- Sacrário do Mosteiro de Alcobaça
- Igreja da Pena em Lisboa – Altar principal.
- Igreja de Santa Catarina em Lisboa – Altar principal.
- Igreja do convento de Nossa Senhora da Conceição de Marvila em Lisboa
- Convento da Madre de Deus em Lisboa – Igreja coro alto e baixo.
- Sé do Porto – Altar principal.
- Igreja de Santo Ildefonso no Porto – Altar principal.
- Igreja do Mosteiro de São Bento da Vitória no Porto – Altar principal.
- Sé de Braga – Órgãos monumentais.
- Mosteiro de Jesus em Aveiro
- Igreja de Santo António (Lagos) – Capela mor.
- Capela de Nossa Senhora da Esperança, São Miguel de Vila Boa (Sátão) - toda a capela

É fundamental a referência à talha dos coches de aparato da época joanina. Destacam-se os três coches barrocos da embaixada de D. João V ao papa, actualmente no Museu Nacional dos Coches em Lisboa.

## O rococó

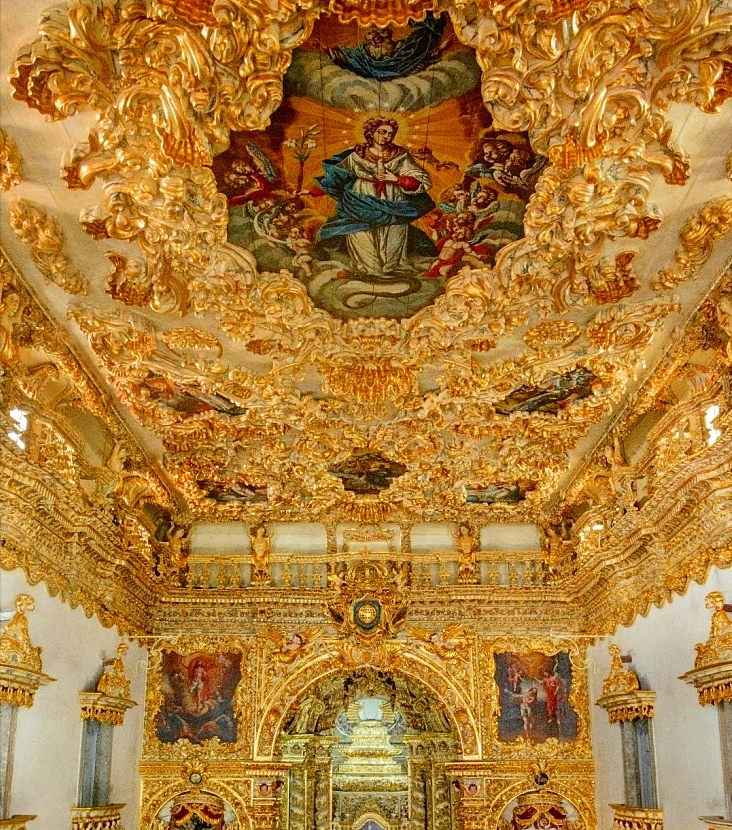
A Igreja de Nossa Senhora da Conceição dos Militares, Recife. Foi definida pelo historiador de arte francês Germain Bazin como a "capela sistina do barroco-rococó".

A sucessão de D. João V é assegurada pelo seu filho D. José. A abundância de recursos mantém a política de esplendor e ostentação, graças aos diamantes e metais preciosos do Brasil, permitindo uma arquitectura de luxo, bem como programas decorativos modernos, seguindo o gosto da época.
Apesar de ser uma época de esplendor, o rococó em Portugal é marcado pela pior catástrofe natural do país e uma das piores acontecida na Europa – o terramoto de 1755.
A talha rococó subdivide-se em várias correntes ou estilos paralelos e regionais, o que lhe permite manter uma grande variedade e originalidade, de norte a sul de Portugal.
É difícil classificar todas estas variações, porque todas são claramente rococó, sendo no entanto possível, definir as principais tendências, baseadas em alguns elementos estilísticos mais utilizados. Concheados, anjos, volutas, folhas de acanto, puti, colunas, colunas pseudossalomónicas, materiais fingidos e dourados são o vocabulário formal presente.
Assim encontram-se duas grandes tendências na zona de Lisboa. Algumas obras, de claro sabor palaciano, giram em torno da casa real, caracterizadas pela elegância e qualidade dos motivos decorativos. Nota-se, ainda, influências da talha joanina, mas com o vocabulário rococó, e da famosa capela de São João Baptista na Igreja de São Roque em Lisboa, repleta de pedras semipreciosas. 
Destacam-se várias obras da abundante produção, nomeadamente as seguintes:
- Capela do Palácio Nacional de Queluz – Com materiais fingidos simulando mármores coloridos, alguma talha dourada, muito elegante e de sabor clássico. É um conjunto muito colorido.
- Altar principal do Convento da Madre de Deus em Lisboa – De influência joanina, mantém tribuna e trono, possui o vocabulário típico do rococó, colunas de sabor clássico, menos pesado que o barroco, elegante e requintado. É completamente dourado e está muito bem integrado no conjunto absolutamente notável de talha dourada e azulejo do século XVIII.

Em simultâneo, ainda em Lisboa, as igrejas pombalinas desenvolvem outra tipologia diferente das anteriores. Seguem o espírito da reconstrução pós terramoto, sendo constituídas por materiais prefabricados, fora da cidade, e montados no local da obra. São edifícios com decoração interna seguindo as formas do rococó, materiais fingidos em madeira e estuque, mantendo tribuna e trono no altar principal, colunas, formas arquitectónicas, poucos dourados, alguma pintura (destacam-se as obras de Pedro Alexandrino de Carvalho) e escultura. Os espaços são agradáveis, suaves, luminosos e, apesar da construção pré-fabricada, bem ao gosto rococó. Destacam-se as seguintes edificações: Igreja de Santo António de Lisboa (no local onde nasceu Santo António), Igreja da Encarnação, Igreja da Madalena , Basílica de Nossa Senhora dos Mártires e muitas outras. Mantendo o vocabulário estético e elementos decorativos pré-fabricados houve a preocupação de as individualizar. Em edifícios menos destruídos tentou-se harmonizar as formas pombalinas com a decoração existente.
A última corrente presente em Lisboa é de carácter profano e clara influência francesa. Caracteriza-se por sumptuosas decorações palacianas, em talha e estuques dourados ou simulando materiais, bem ao gosto da aristocracia, seguindo a moda francesa, de onde se destaca a sala do trono do Palácio Nacional de Queluz.
Na zona de Coimbra existe uma escola regional iniciada com o retábulo principal da Igreja do Mosteiro de Santa Cruz. São estruturas, sem dúvida, rococó, com características originais próprias, onde a influência pombalina é evidente, nos marmoreados, colunas, tribuna e trono. Em simultâneo ainda fazem lembrar a talha “Joanina”, principalmente no remate superior, com frontões recortados e anjos de carácter escultórico.
No norte de Portugal desenvolve-se um conjunto impressionante de retábulos rococó, mas de características diferentes dos acima referidos, por terem fundido este gosto com o esplendor “Joanino”, de grande qualidade e originalidade. Completamente dourados, associados a pintura ou escultura, construídos com todo o vocabulário do estilo, e sem as referências existentes na zona de Lisboa. 
Na zona de Braga, graças à obra de André Soares evidencia-se outra escola regional de grande qualidade e variedade. A cor e os dourados convivem, em conjuntos de grande elegância e qualidade. Por vezes já existem pequenas notas clássicas mostrando influências ou anunciando o Classicismo que se aproxima.
No norte de Portugal destacam-se, entre muitas outras, as seguintes obras:
- Igreja do Mosteiro de Tibães – altar principal, arco de triunfo e órgão monumental.
- Igreja do Carmo (Porto) – capela mor.
- Igreja de Nossa Senhora da Vitória (Porto) – altar principal.
- Igreja de Santa Maria Madalena (Braga) – chamada Capela da Falperra – altar principal.

No sul de Portugal a talha é menos frequente devido ao facto de os mármores serem muito abundantes e, em consequência, não ser necessário desenvolver estruturas em madeira a imitá-los. No entanto existem exemplos notáveis no Alentejo e Algarve, de características diferentes do restante país. Esta originalidade é visível nomeadamente em Évora, destacando-se no sul os seguintes exemplos:
- Convento do Carmo (Évora)
- Convento dos Remédios (Évora) – conjunto absolutamente notável.
- Convento de São José (Évora)
- Igreja das Mercês (Évora)
- Igreja de São Francisco (Faro) – notável mistura entre talha e azulejo

É fundamental nova referência à talha dos coches de aparato desta época. O reinado de D. Maria I produz os últimos exemplares de coches de grande aparato, na tradição barroca mas seguindo o gosto rococó, actualmente no Museu Nacional dos Coches em Lisboa.

## Neoclassicismo
O neoclassicismo marca o fim da talha de grande qualidade em Portugal. Como o número de igrejas construídas é quase nulo nesta conturbada época, os exemplares são muito raros. Seguem os modelos clássicos romanos e, devido à necessidade de respeitar as ordens arquitectónicas clássicas perdem a originalidade. Mesmo assim existem alguns exemplos dignos de nota como a Igreja da Ordem Terceira de São Francisco e o altar da Igreja da Lapa (Porto), entre outros.